# Курімото Каору
Каору Курімото (яп. 栗本薫, Курімото Каору, 13 лютого 1953 – 26 травня 2009) — японська письменниця-фантастка та літературний критик. Лауреатка Премії Едоґави Рампо 1978 року за роман «Наша ера». Авторка серії романів «Сага про Гуїна» (130 томів), перекладеної англійською, німецькою, французькою, італійською та російською. Стилістика творів Каору Курімото близька до так званої нової хвилі у науковій фантастиці.

## Життєпис
Народилася 1953 року в Токіо. Закінчила університет Васеда. 1977 року одержала премію журналу Ґундзо за літературну критику, а 1978 року — премію Едоґави Рампо за роман «Наша ера». Була наймолодшою лауреаткою премії Едоґави Рампо за всю історію премії. З початку письменницької кар'єри Курімото видала більше 400 книжок в різних жанрах: наукова фантастика, література жахів, фентезі, яой та японські історичні романи. Стилістика творів Курімоту зазнала впливу японської письменниці Морі Марі.
До 2009 року видала 130 томів «Саги про Гуїна», кожен новий том якої ставав у Японії національним бестселером.
Померла 2009 року в Токіо після двох років хвороби на рак.
Посмертно була відзначена японською премією за наукову фантастику «Nihon SF Taisho Award»